# Civilization III
Sid Meier’s Civilization III ist ein 2001 erschienenes Globalstrategiespiel, das von Firaxis entwickelt und von Infogrames veröffentlicht wurde. Es ist der dritte Teil innerhalb der Spieleserie Sid Meier’s Civilization mit Civilization II als Vorgänger und Civilization IV als Nachfolger. Von Namensgeber Sid Meier stammt wieder nur die Originalidee des Spiels, an der Entwicklung war er nicht weiter beteiligt. Entwickelt wurde Civilization III von Jeffrey L. Briggs und Soren Johnson.
Zwei Erweiterungssets wurden für Sid Meier’s Civilization III veröffentlicht: Play the World im Oktober 2002 und Conquests im November 2003. Play the World fügte Mehrspieler-Funktionalität hinzu, acht neue Zivilisationen und einige neue Einheiten. Conquests bot neun weitere historische Szenarien, die von Mesopotamien bis zum Pazifikkrieg reichen. Viele dieser Szenarien verfügen über Ressourcen, Verbesserungen, Weltwunder, Musik und sogar Regierungstypen, die für das Szenario spezifisch sind, insbesondere die Kampagnen in Mesoamerika und Japan der Sengoku-Zeit.
In den folgenden Jahren wurden zudem mehrere Bundles veröffentlicht, darunter Civilization III Gold, die Grundspiel mit erster Erweiterung und Patches enthält, und Civilization III: Game of the Year Edition. Später folgte Civilization III Complete (englischsprachige Version) bzw. Civilization III Deluxe (deutschsprachige Version), die jeweils das Basisspiel und beide Erweiterungen enthalten.

## Entwicklung
Im November 2001 stoppte der Publisher Infogrames ein inoffizielles Übersetzungsprojekt. Einige Wochen zuvor hatten 15 Mitglieder der Fangemeinde begonnen, das zu dem Zeitpunkt nur in englischer Sprache erhältliche Spiel in Eigenregie zu übersetzen, unter anderem, weil eine deutschsprachige Version erst für das Folgejahr angekündigt war. Infogrames erwirkte eine Unterlassungsverfügung aus urheberrechtlichen Gründen, als das Projekt schon weit fortgeschritten war; wurde für diese späte Reaktion jedoch kritisiert, da das Projektteam den Publisher bereits im Vorfeld über das Vorhaben in Kenntnis gesetzt hatte.
Der Mehrspielermodus wurde über das GameSpy-Netzwerk organisiert. Nach deren Schließung wurde das Spiel vom Entwickler auf Steam umgestellt.

## Spielprinzip
Eins von insgesamt 16 Völkern wird wie in den Vorgängern vom Jahr 4000 v. Chr. bis ins 21. Jahrhundert geführt. Das Spielziel ist dabei entweder die Weltherrschaft oder als erster einen entfernten Planeten erreichen. Jedes Volk verfügt dabei über Spezialeinheiten, die zu bestimmten Zeitpunkten der Geschichte ausgespielt werden kann und deren Ausspielen ein goldenes Zeitalter mit Ressourcenboni anschlägt. Das Punktesystem zählt nun nicht mehr ausschließlich am Ende des Spiels, sondern ein Historiker wertet Sünden und Erfolge der Herrschaft des Spielers jederzeit aus. Truppen lassen sich in Armeen zusammenfassen. Mit Luftschlägen lassen sich in Städten gezielt Gebäude zerstören. Einwohner eroberter Städte behalten ihre Nationalität bei und bleiben dem neuen Herrscher gegenüber kritisch. Neben militärischen Optionen kann der Einfluss auch durch kulturelle Bauwerke wie Bibliotheken, Theater und Weltwunder vergrößert werden. Rohstoffe außerhalb der Staatsgrenze können mit Kolonien ausgebeutet werden, die mit Eisenbahn oder Straßennetz angebunden werden. Die Spielbalance wurde im Vergleich zum zweiten Teil angepasst und die Berater-Assistenten aus Sid Meier’s Alpha Centauri übernommen.

## Rezeption
Firaxis sei keine großen Risiken eingegangen: Der dritte Teil biete Altbewährtes. Es glänzt erneut durch hohe Spieltiefe und biete weitere strategische Möglichkeiten, die lange unterhielten. Optisch wirke die zweidimensionale Grafik unspektakulär und veraltet. Die Neuerungen seien dabei wenig innovativ. Das Spielprinzip sei durch die vielen Teile und Konkurrenzprodukte nach ähnlicher Formel altbekannt. Das Spielprinzip bleibe jedoch fesselnd.